# Großsteingräber bei Darze
Die Großsteingräber bei Darze sind drei megalithische Grabanlagen der jungsteinzeitlichen Trichterbecherkultur bei Darze, einem Ortsteil von Altenhof im Landkreis Mecklenburgische Seenplatte (Mecklenburg-Vorpommern). Grab 1 trägt die Sprockhoff-Nummern 443.

## Lage
Die Gräber befinden sich in einem Waldstück nordöstlich von Darze, kurz vor der Gemeindegrenze zu Grammow. Grab 1 liegt etwa 400 m nördlich der B198 in der Kurve eines Waldwegs. Grab 2 liegt etwa 430 m südsüdwestlich von Grab 1, unmittelbar nördlich der B198. Grab 3 liegt südlich der Straße und 130 m südwestlich von Grab 2.
Westnordwestlich der Gräbergruppe bei Darze befinden sich in Entfernungen zwischen 2,5 km und 6 km die Großsteingräber bei Stuer.

## Forschungsgeschichte
Ein Großsteingrab bei Darze (wahrscheinlich Nr. 1) wurde erstmals 1928 in einem Bericht des Heimatbundes Mecklenburg kurz erwähnt. Am 19. August 1935 wurde Grab 1 von Ernst Sprockhoff für seinen Atlas der Megalithgräber Deutschlands aufgenommen; die beiden anderen Gräber wurden von ihm nicht erwähnt. Erst Ewald Schuldt führte 1972 in seinem Überblickswerk zu den mecklenburgischen Megalithgräbern drei Gräber in Darze auf.

## Beschreibung

### Grab 1

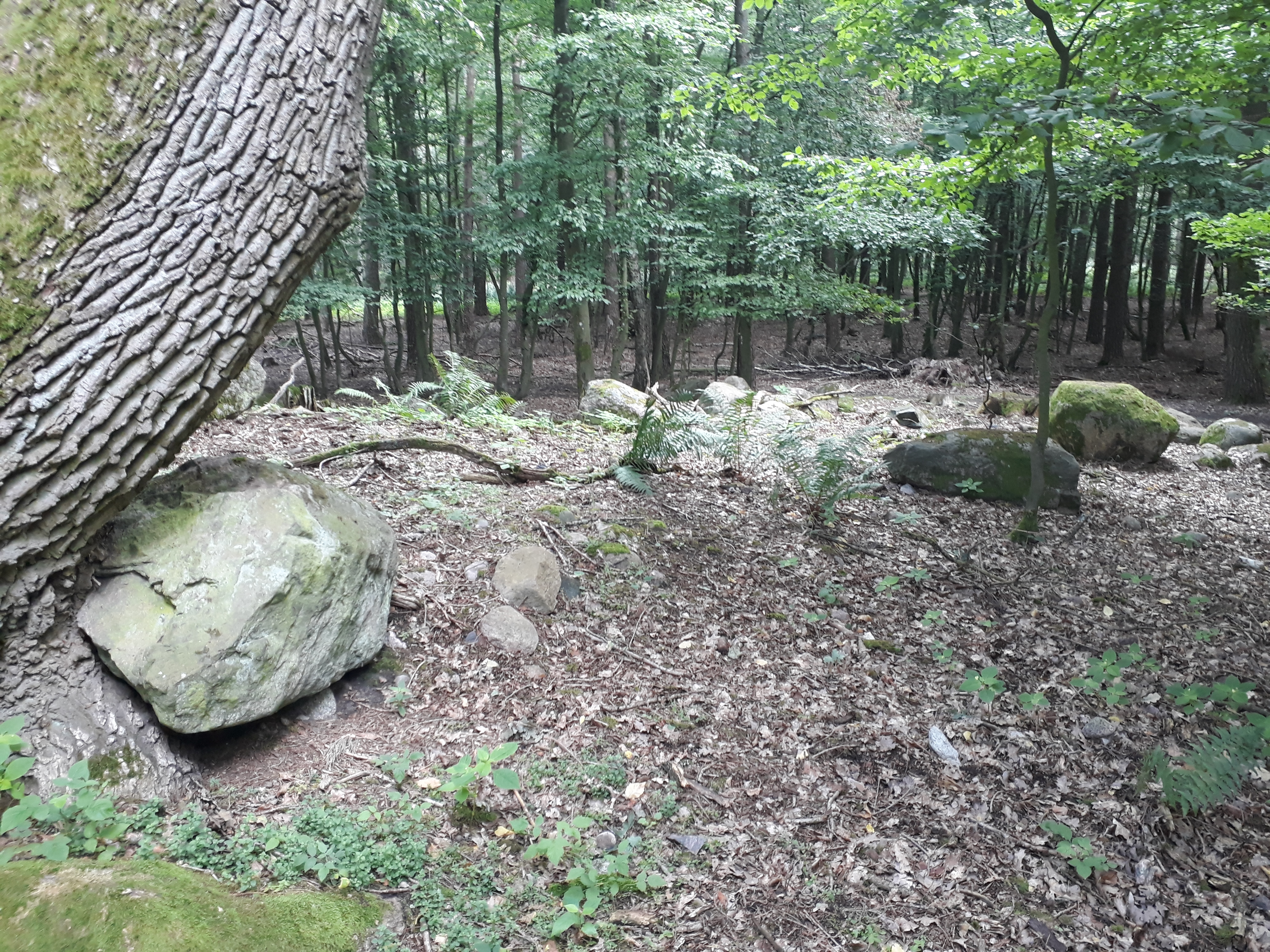
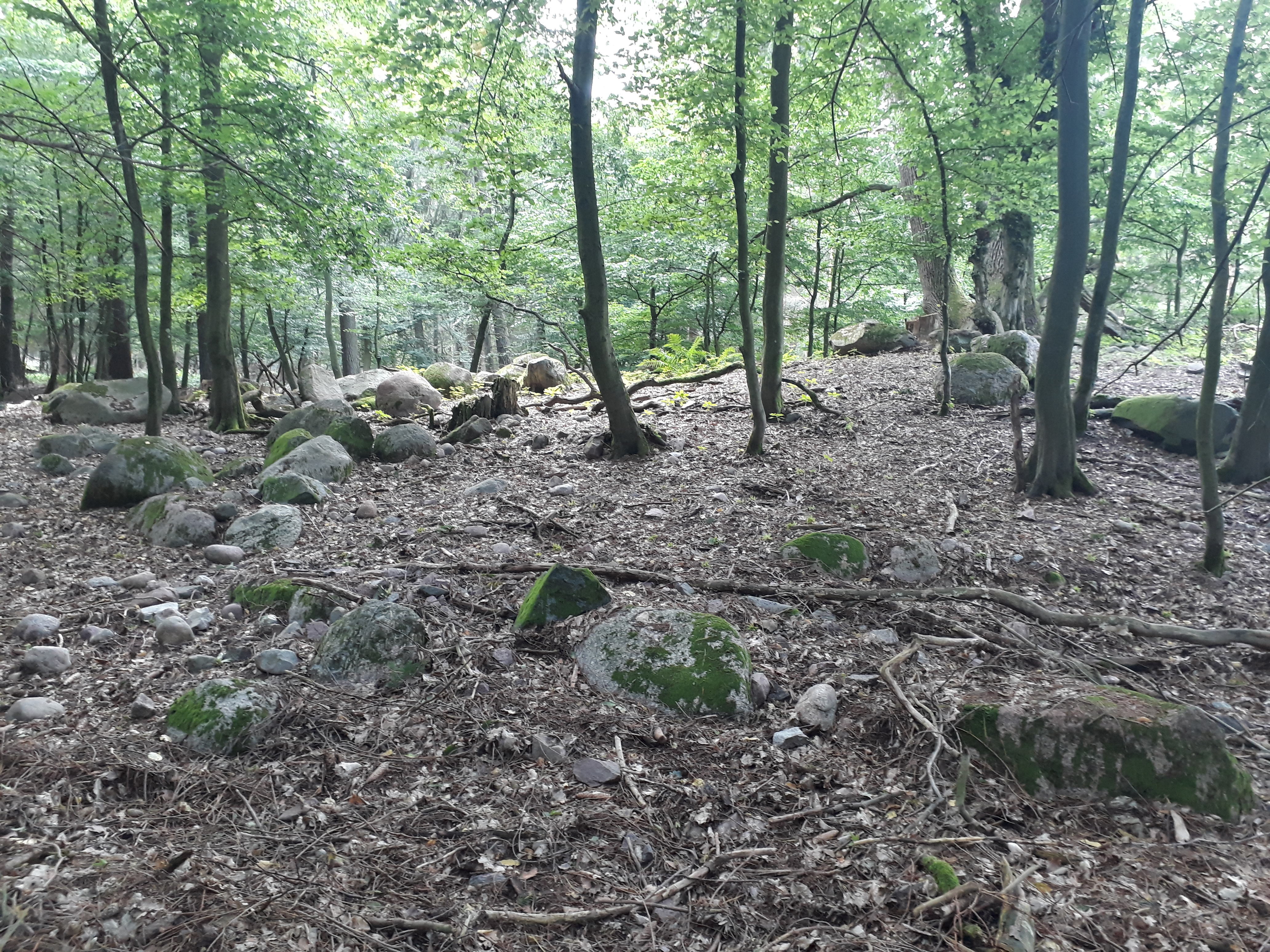
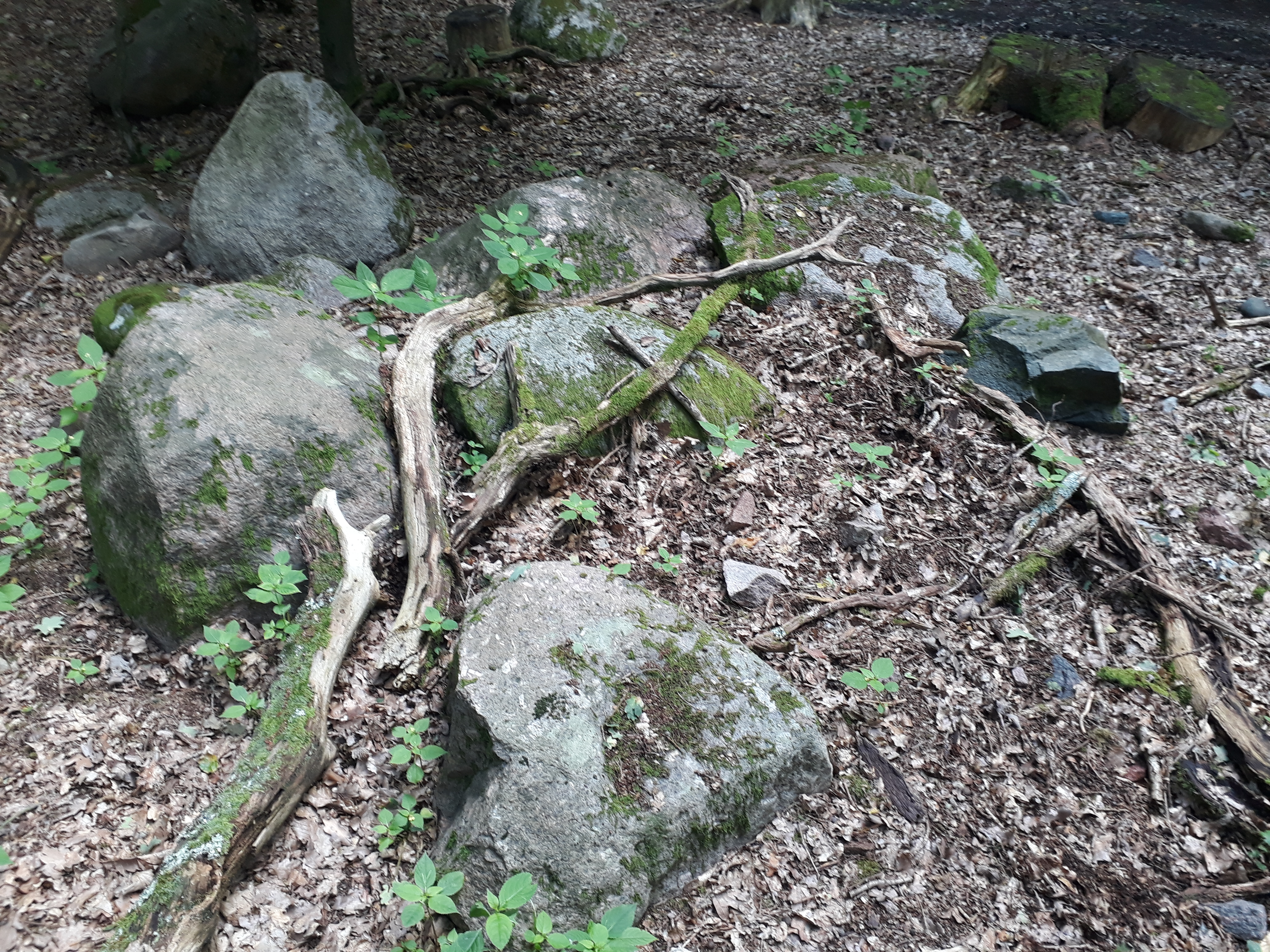

Grab 1 besitzt eine Hügelschüttung, zu deren Orientierung und Maßen keine Angaben vorliegen. Auf dem Hügel sind noch zahlreiche größere Steine (mutmaßlich Umfassungssteine) zu erkennen, die jedoch in Sprockhoffs Plan der Anlage unberücksichtigt blieben. Der Hügel umschloss eine nordost-südwestlich orientierte Grabkammer, die durch die Anlage einer Mergelgrube stark zerstört wurde. Bei Sprockhoffs Untersuchung 1935 waren noch der südwestliche Abschlussstein und die beiden angrenzenden Wandsteine der Langseiten erhalten. Zwischen diesen drei Steinen liegt ein Sprengstück eines weiteren Steins. Der Abschlussstein hat eine Länge von 2 m, eine Dicke von 1,1 m und eine oberirdische Höhe von 1,4 m. Die innere Breite der Kammer beträgt 1,6 m. Die ursprüngliche Länge konnte Sprockhoff nicht mehr rekonstruieren. Er ordnete die Kammer auch keinem bestimmten Grabtyp zu; Schuldt hingegen ordnete sie als Großdolmen ein.

### Grab 2
Grab 2 besitzt eine Hügelschüttung, auf der noch zahlreiche größere Steine zu erkennen sind. Der Hügel umschließt eine Grabkammer, die Schuldt als Großdolmen einordnet. Sowohl für den Hügel als auch die Kammer liegen keine Angaben zur Orientierung und den Maßen vor.

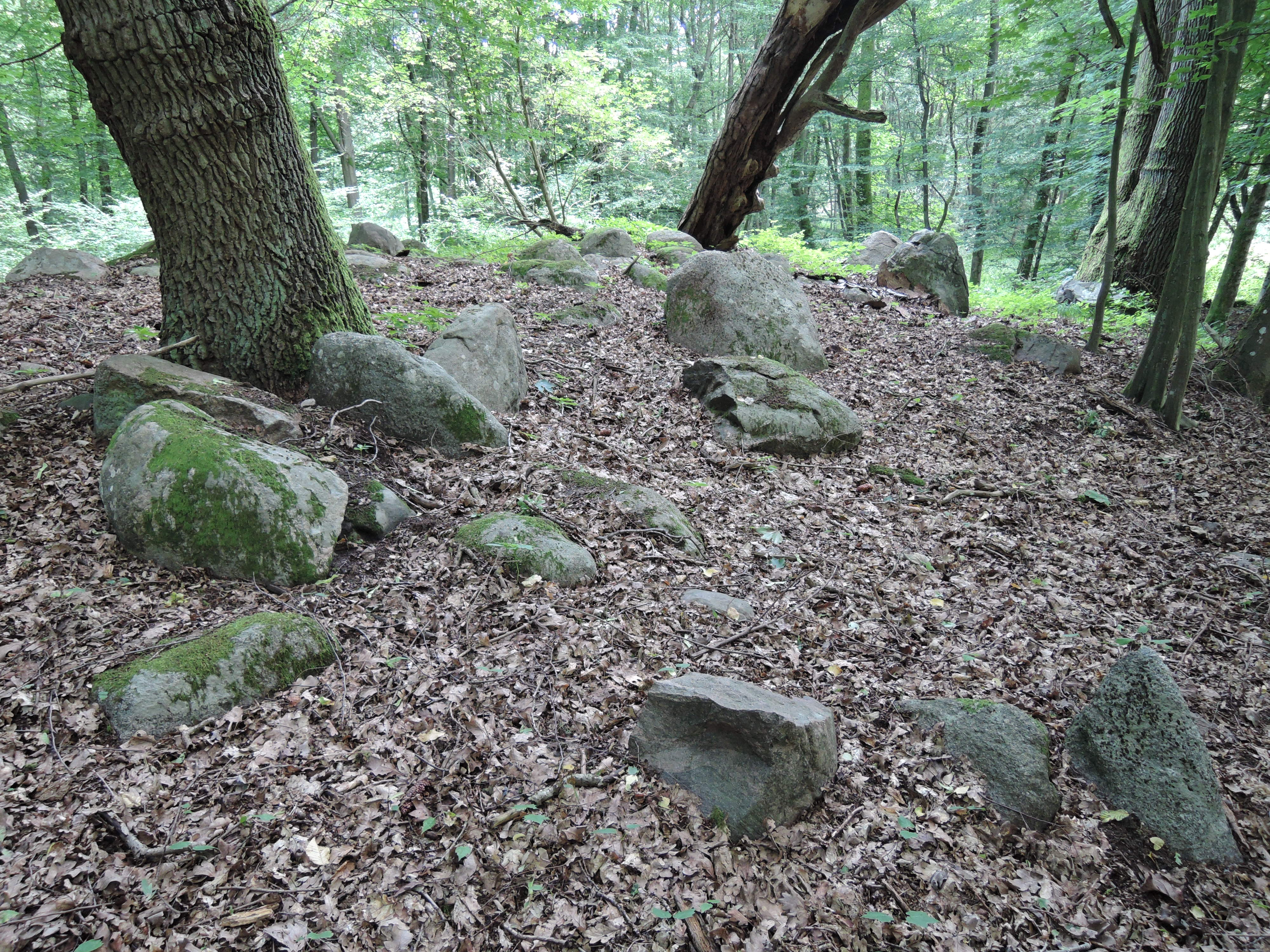
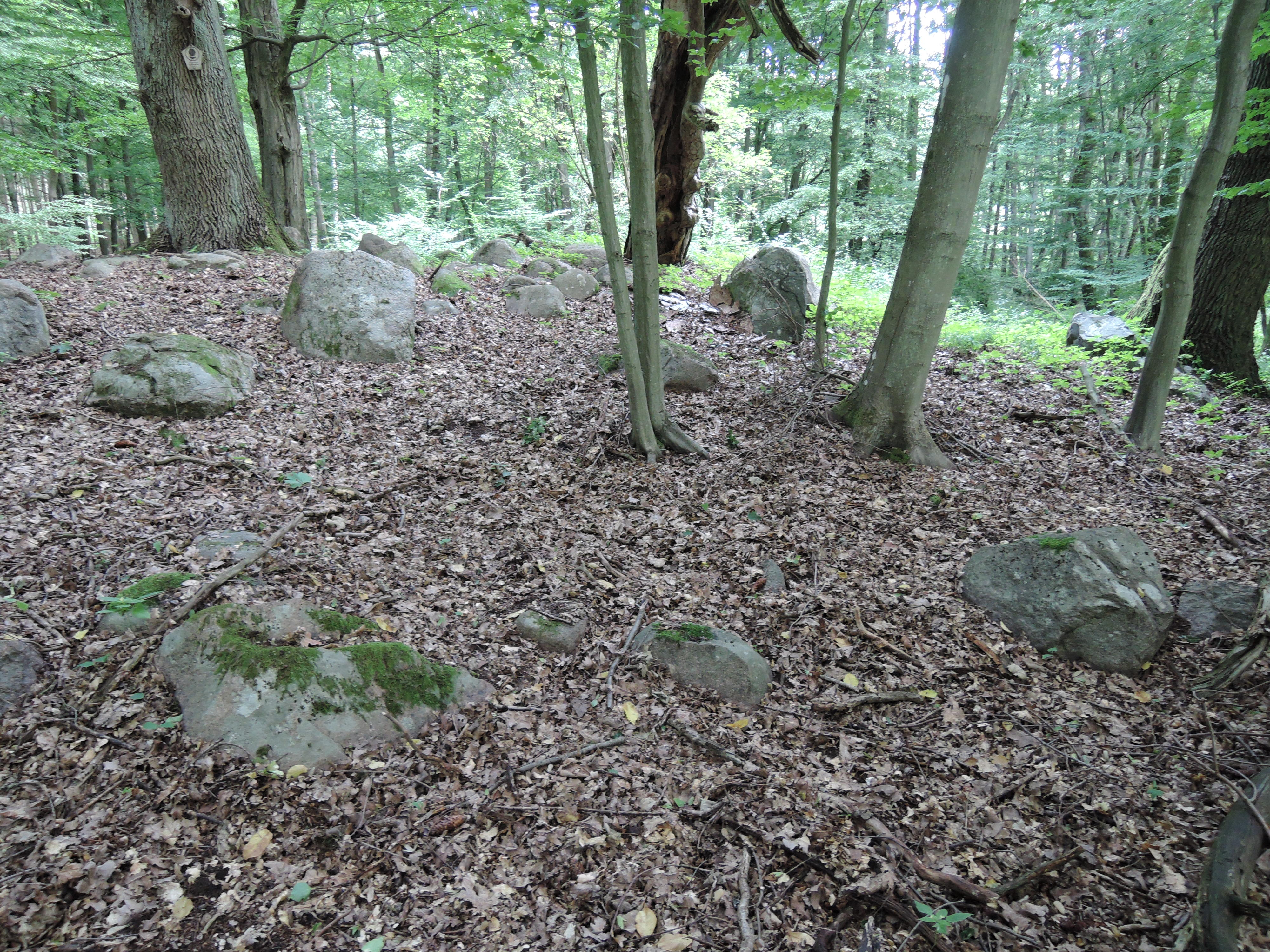
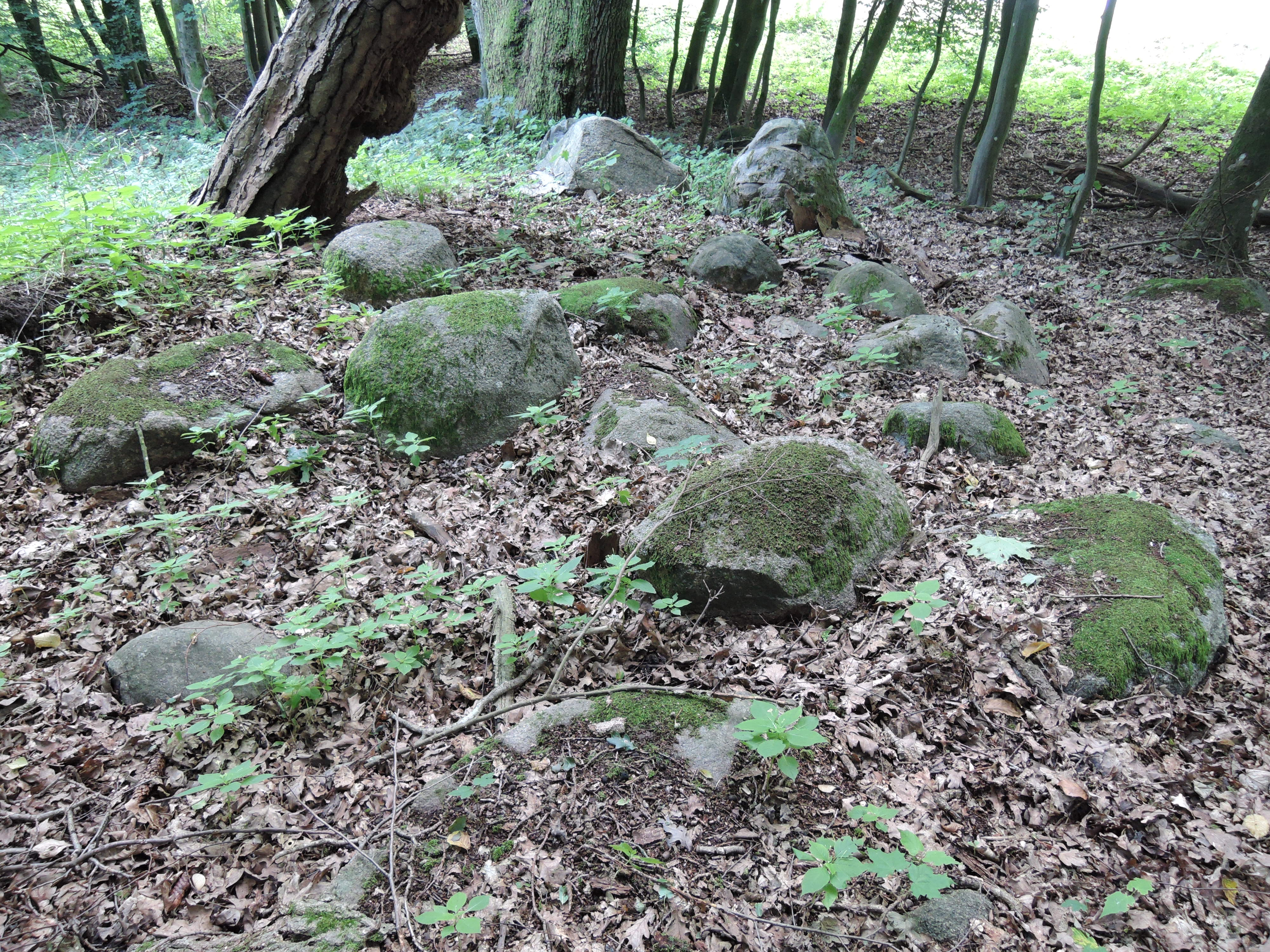
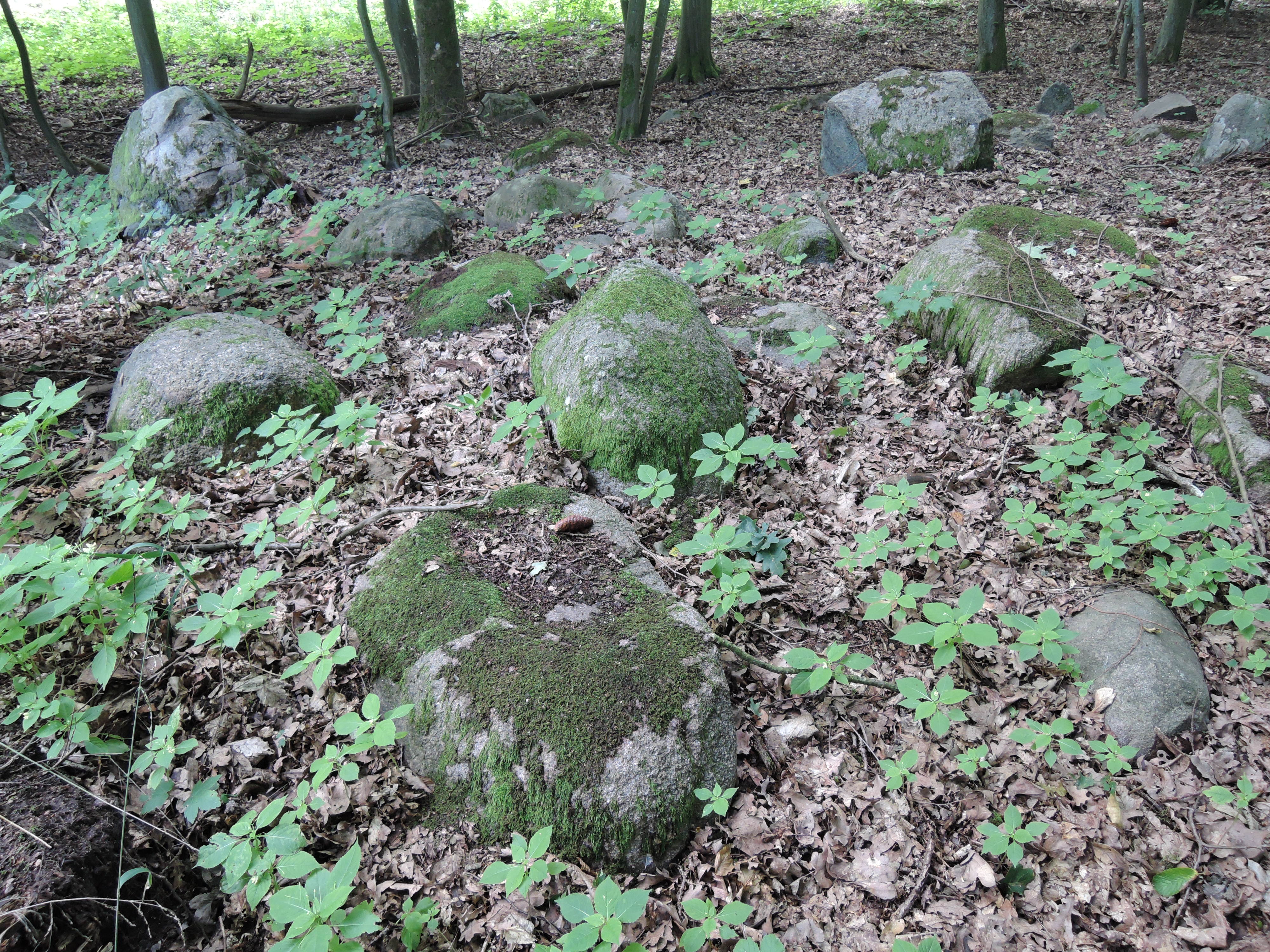

### Grab 3
Grab 3 besitzt eine deutlich erkennbare Hügelschüttung, auf der noch zahlreiche größere Steine zu erkennen sind. Seltsamerweise wird von Schuldt keine Hügelschüttung erwähnt. Der genaue Typ der Grabkammer lässt sich nicht mehr bestimmen. Zur Orientierung und den Maßen der Anlage liegen keine Angaben vor.

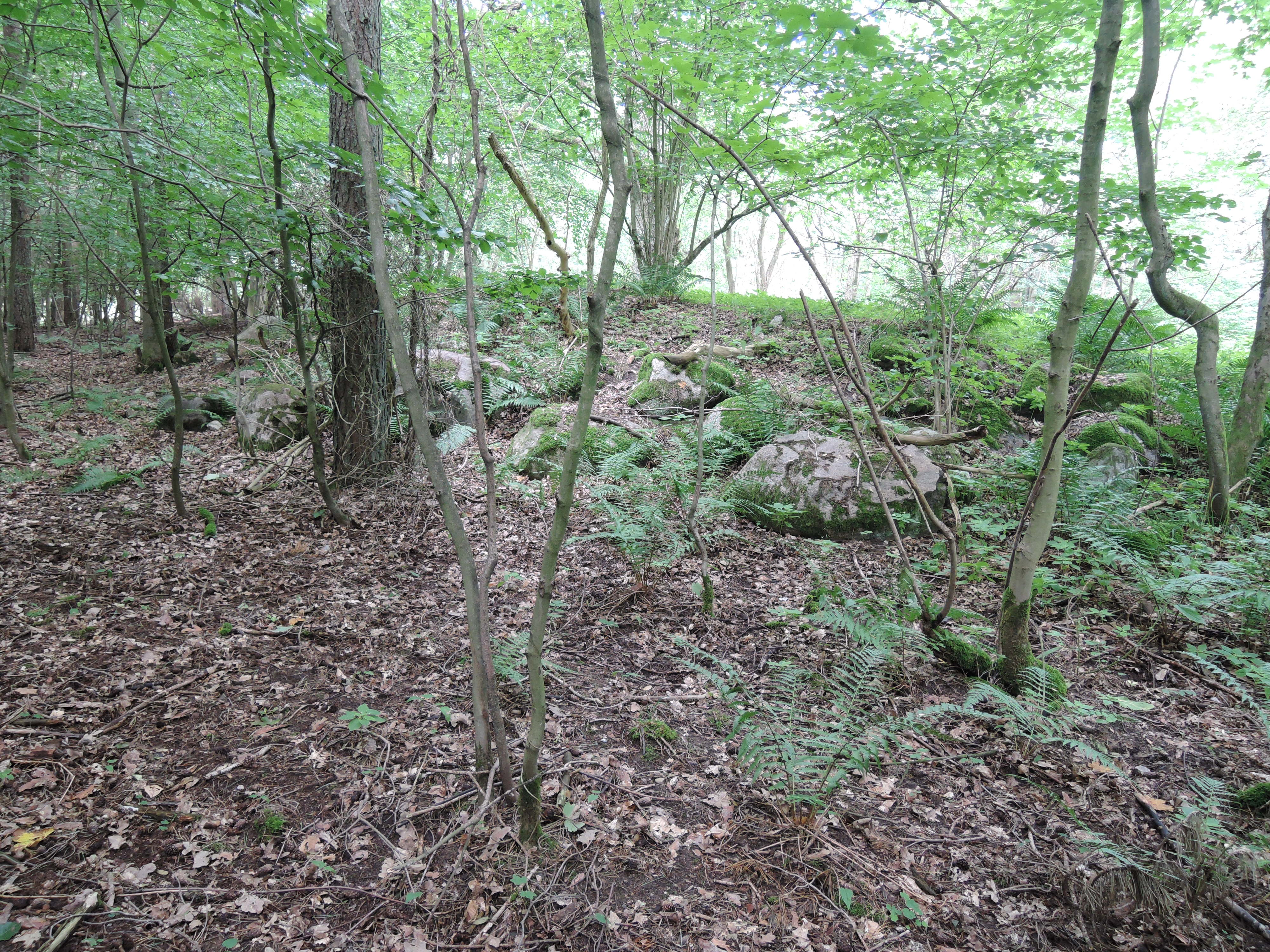
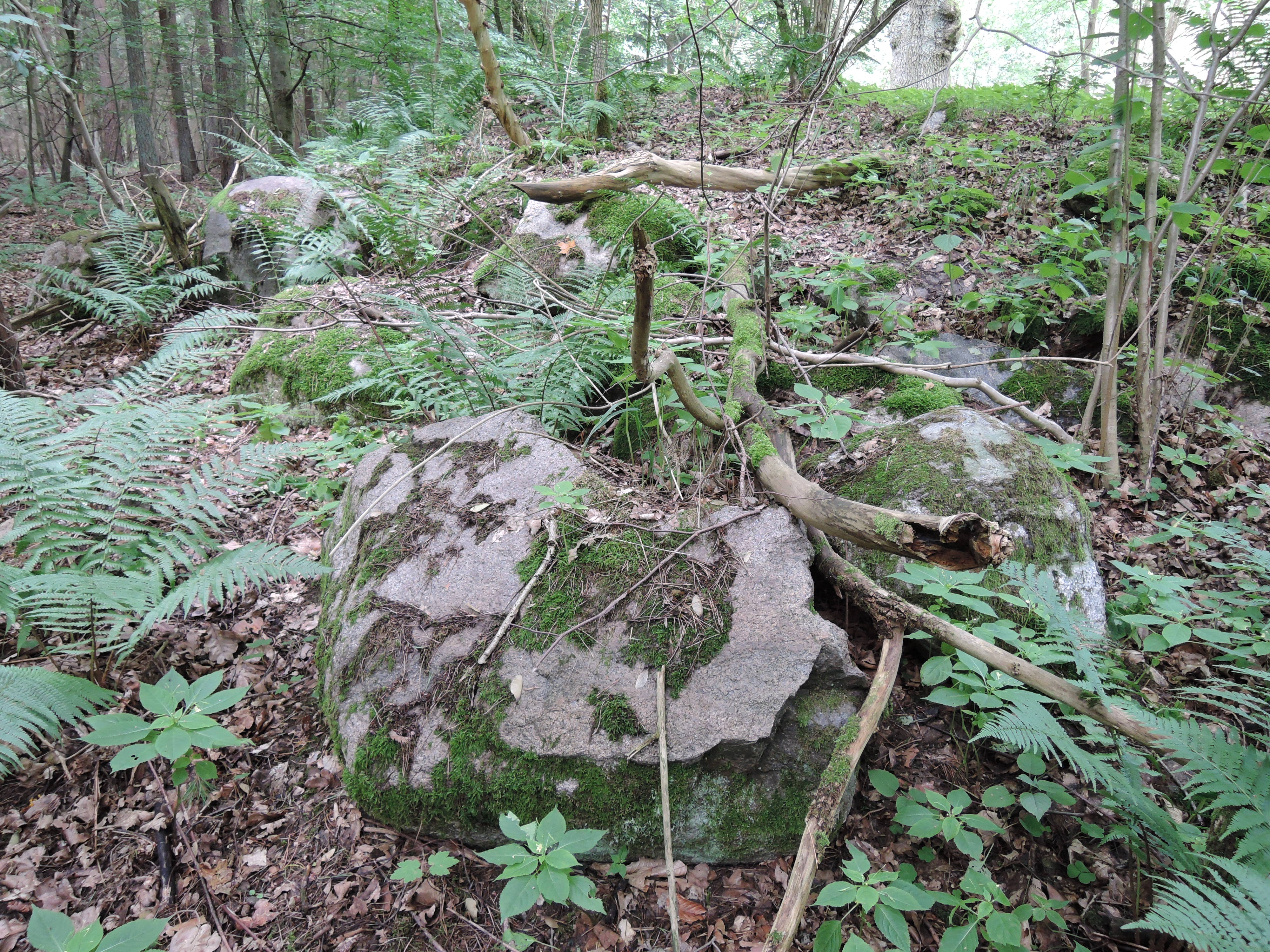
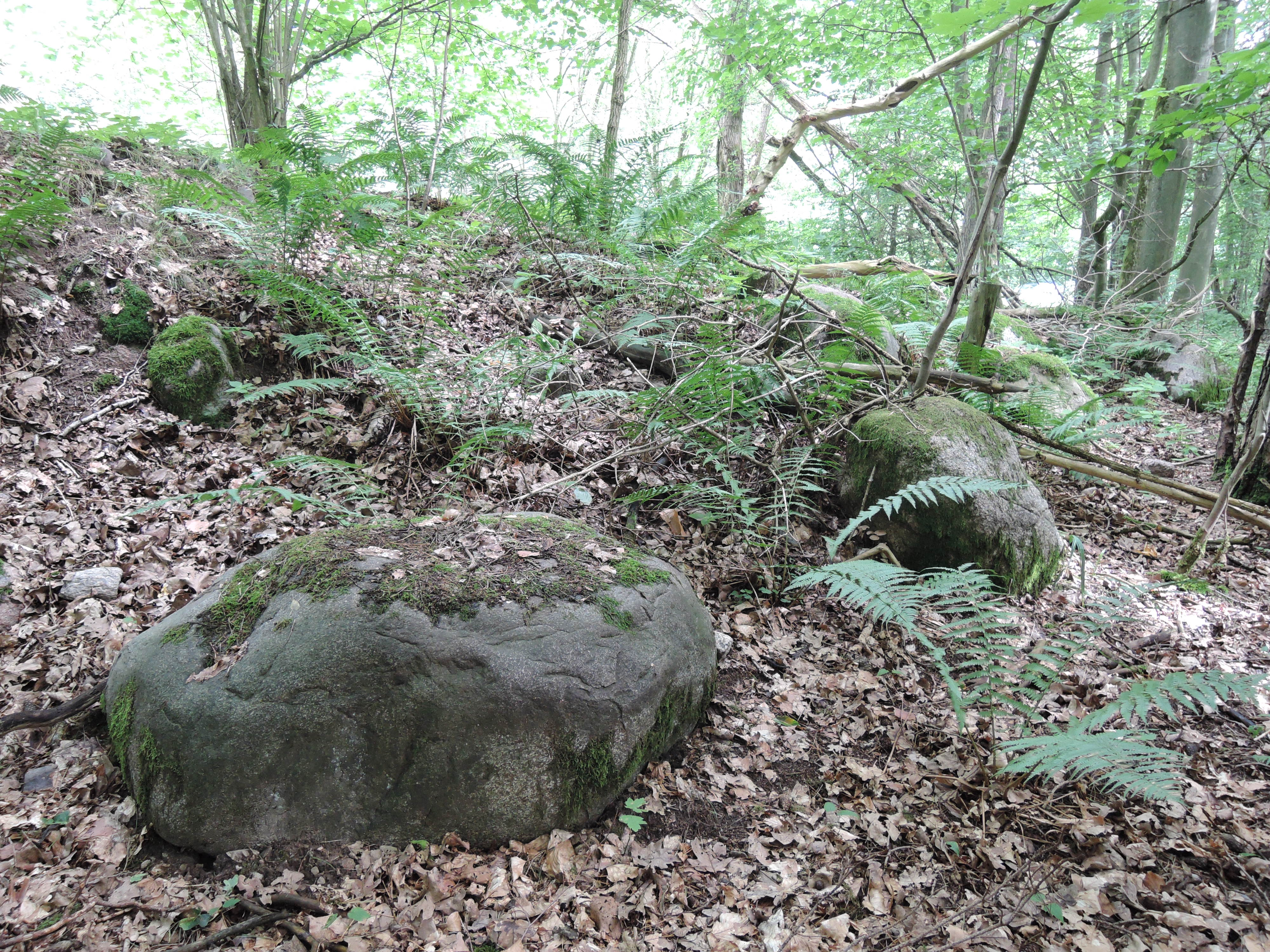
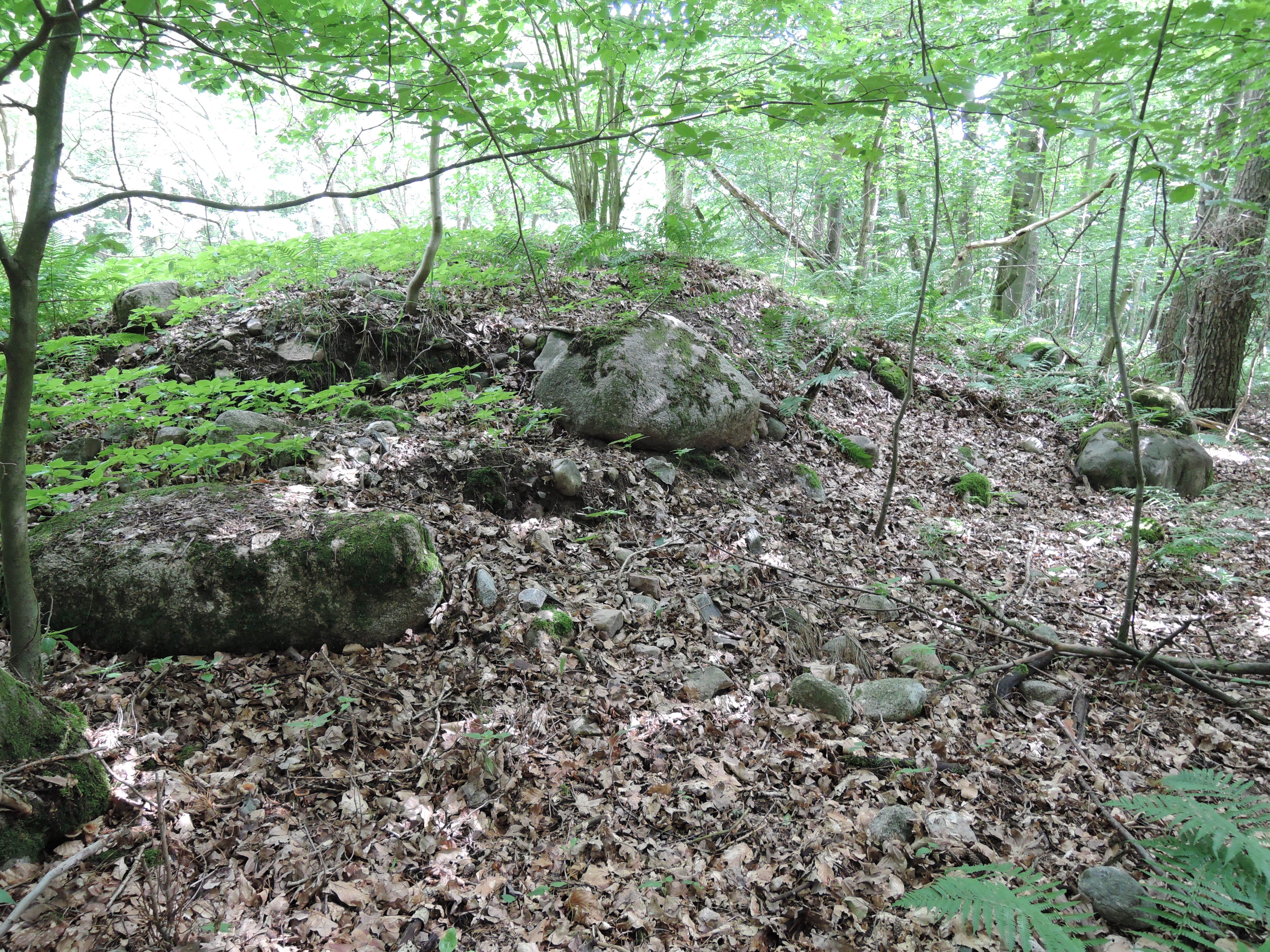